# Phtheochroa sinecarina
Phtheochroa sinecarina es una especie de polilla de la familia Tortricidae. 

## Distribución
Se encuentra en Marruecos.